# Batuliman Indah
Batuliman Indah is een bestuurslaag in het regentschap Lampung Selatan van de provincie Lampung, Indonesië. Batuliman Indah telt 3.550 inwoners (volkstelling 2010).